# Olivier Gabet
Pour les articles homonymes, voir Gabet.
Olivier Gabet, né le 29 juin 1976 à Dinan, est conservateur général du patrimoine et  historien de l'art. 

## Biographie

### Origines et études
Son père était professeur de philosophie et sa mère est décédée lorsqu'il avait 7 ans. Il étudie au lycée des Cordeliers, à Dinan, puis au Lycée Chateaubriand à Rennes. Élève de l'École nationale des chartes, il obtient en 2000 le diplôme d'archiviste paléographe avec une thèse sur la Maison Fourdinois.

### Carrière professionnelle
Il commence à travailler de 2002 à 2004, au musée d'Art moderne de Paris, comme conservateur du mobilier et des objets d'art. Il est ensuite responsable des collections d'arts décoratifs au musée d'Orsay (2005-2007) et enseigne à l'École du Louvre. En 2008, il rejoint le projet du Louvre Abou Dabi comme conservateur responsable des Arts décoratifs (2008-2013) et responsable scientifique adjoint (2011-2013). 
En 2013, il est nommé directeur du Musée des arts décoratifs, et directeur adjoint du MAD en 2019. 
En 2022, il est nommé directeur du département des objets d'art du musée du Louvre.

## Décorations
- Officier de l'ordre des Arts et des Lettres.
- Chevalier de l'ordre du Mérite culturel de Monaco[3].

## Publications
- Un ensemble Art nouveau : la donation Rispal (dir.), catalogue d'exposition, avec Philippe Thiébaut, Emmanuelle Héran et Marie-Madeleine Massé, Paris, 2006.
- L'objet et son double ; design d'arts décoratifs des collections du musée d'Orsay, Paris, Cinq Continents, 2006.
- Le décorateur et l'amateur d'Art ; décors intérieurs, Paris, Cinq Continents, 2008.
- « Les nouvelles Bucoliques », in Les Lalanne, catalogue d'exposition, Paris, Les Arts décoratifs, 2010.
- Élie Fabius, un marchand entre deux empires, Paris, Skira Flammarion, 2011.
- Christian Dior : couturier du rêve (dir.), catalogue d'exposition, avec Florence Müller, Paris, Les Arts décoratifs, 2017.
- Pierre Yovanovitch, avec Claire Tabouret, Paris, Flammarion, 2019.
- Luxes (dir.), catalogue d'exposition, avec Cloé Pitiot, Paris, Les Arts décoratifs, 2020.
- Christian Louboutin exhibition(niste), catalogue d'exposition, Paris, Rizzoli, 2020.
- L'abécédaire de Victoire de Castellane, avec Victoire de Castellane (illustration), Guido Mocafico (photographie), Paris, Flammarion, 2020.
- Karen Swami : céramique en mouvement, avec Laurence de Charette, Paris, Lienart, 2023.